# Rezerwat torfowiskowy
Rezerwat torfowiskowy (symbol T) – rodzaj rezerwatu przyrody, w którym przedmiotem ochrony są zbiorowiska i gatunki torfowisk niskich, przejściowych i wysokich.
W 2015 roku istniało w Polsce 185 rezerwatów torfowiskowych o łącznej powierzchni 19 517 ha.